# Iodbenzoldichlorid
Iodbenzoldichlorid (PhICl2) ist eine chemische Verbindung aus Iodbenzol und Chlor, die hauptsächlich als Oxidations- und Chlorierungsmittel verwendet wird.

## Struktur
Laut Kristallstrukturanalyse weist die Verbindung eine T-förmige Struktur mit einem zentralen Iod-Atom auf. Entsprechende Vorhersagen mit dem VSEPR-Modell wurden damit bestätigt.

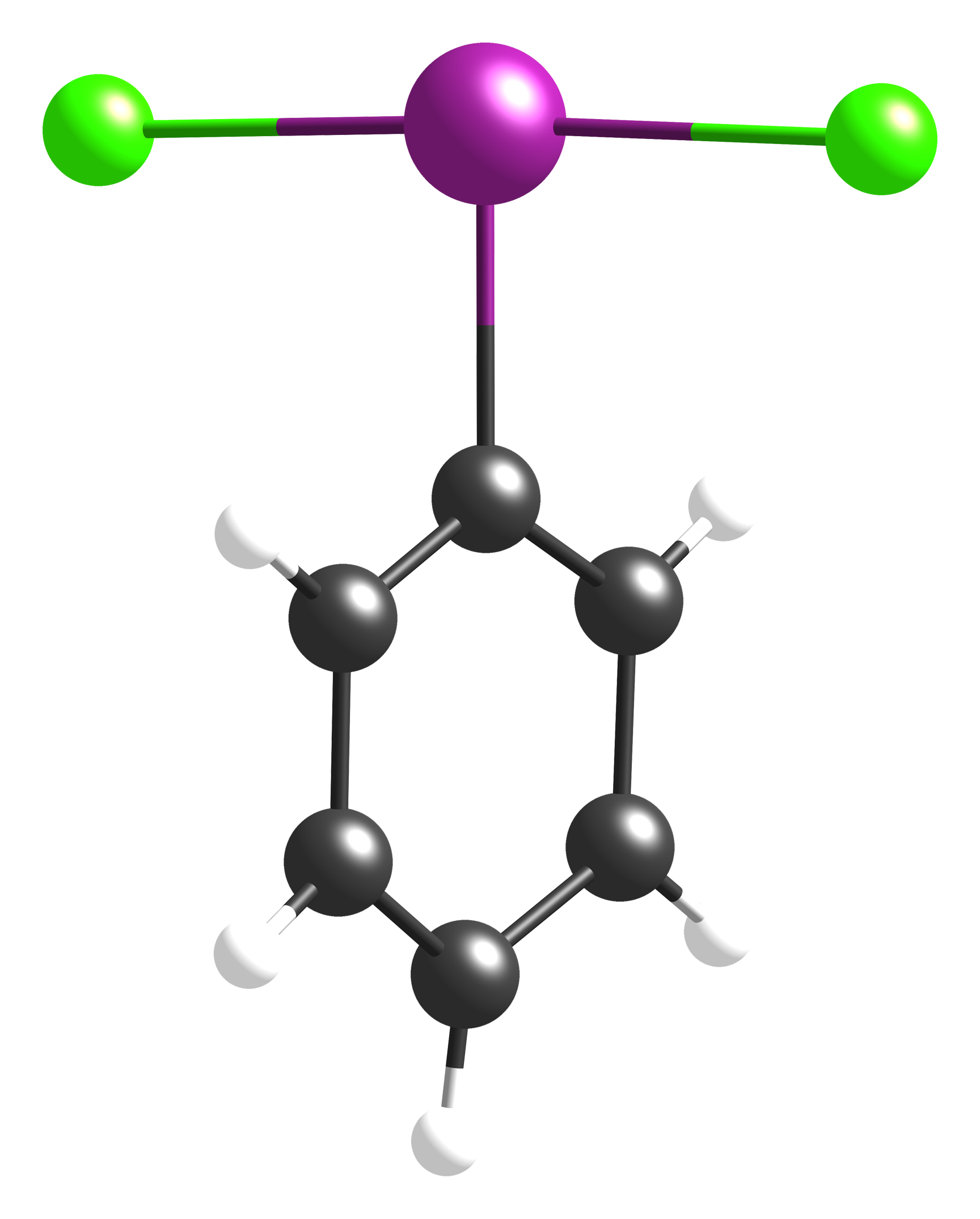
Molekülgeometrie

## Darstellung
Iodbenzoldichlorid ist eine instabile Verbindung. Gewonnen werden kann sie durch eine Fällungsreaktion, indem Chlorgas durch eine Lösung von Iodbenzol in Chloroform geleitet wird, wobei Iodbenzoldichlorid ausfällt. Dieser Syntheseweg wird sowohl im Labor als auch bei der Herstellung im industriellen Maßstab angewendet.
{\displaystyle {\ce {Ph-I + Cl2 -> PhICl2}}}
Alternativ besteht die Möglichkeit, das benötigte Chlor in situ aus Natriumhypochlorit und Salzsäure herzustellen.

## Reaktionen
Durch Hydrolyse in basischer Lösung entsteht Iodosobenzol (PhIO) und durch Oxidation, beispielsweise mit Natriumhypochlorit, bildet sich Iodoxybenzol.
In der organischen Synthese kann Iodbenzoldichlorid verwendet werden, um Alkene und Alkine selektiv zu chlorieren.